# المجاعة في السودان 2024
طوال عام 2024، عانى السودانيون من سوء التغذية الحاد وظروف المجاعة نتيجة الحرب الأهلية السودانية التي بدأت في عام 2023، خاصة في دارفور وكردفان والدول المجاورة التي تستقبل اللاجئين مثل تشاد. نتجت ظروف المجاعة جزئياً عن المحاولات المتعمدة من قوات الدعم السريع لحصار ونهب المدن التي يوجد فيها مدنيون محاصرون، وإغلاق طرق الإمداد للسماح بتدفق المساعدات الغذائية والإنسانية عبرها.

## خلفية
ونتيجة تمرد الدعم السريع، أصبحت الإمدادات مثل الغذاء والماء "صعبة للغاية"، في 22 فبراير 2024، أصدر برنامج الغذاء العالمي تقريرًا قال فيه إن أكثر من 95% من السودانيون لا يستطيعون شراء وجبة طعام يوميًا.

## نقص الغذاء
اعتبارًا من 18 يونيو، تشير التقارير إلى أن 25.6 مليون شخص يعانون حالياً من نقص حاد في الغذاء. ومن بين هؤلاء، واجه 756 ألف شخص "مستويات الجوع كارثية". ويرجع ذلك إلى انخفاض عدد السعرات الحرارية اليومية التي يحصل عليها العديد من المواطنين الذين اعتمدوا على الحصص الغذائية من برنامج الأغذية العالمي بنسبة تقارب 20% مقارنة بما كانت عليه قبل شهرين بسبب تحقيق 19% فقط من هدف تمويل برنامج الأغذية العالمي، واضطر العديد من المدنيين السودانيين إلى مقايضة الحصص الغذائية التي يقدمها برنامج الأغذية العالمي بأغذية أقل توازناً وتغذية ولكنها أكثر إشباعاً، مثل الأرز الأبيض.
وترجع الأسباب المساهمة في ذلك إلى انخفاض إنتاج الحبوب في دارفور وكردفان إلى أقل من متوسط الإنتاج بنسبة 80% في عام 2023، مما أدى إلى زيادات كبيرة في الأسعار تجعل الغذاء باهظ الثمن للغاية بالنسبة لمعظم الناس بحيث لا يمكنهم العيش عليه لفترات طويلة. وبحسب ما ورد، أحرقت قوات الدعم السريع المحاصيل، ونهبت المستودعات، وقيدت الوصول إلى الحدود، وهو ما نفته قوات الدعم السريع، واتهمت جهات مارقة أو نسبته إلى الجيش السوداني.
نما عدد سكان العديد من مخيمات اللاجئين بشكل كبير بسبب زيادة معدل استقبال اللاجئين، الامر الذي أدى إلى تفاقم نقص الغذاء وتسبب في نفاد الإمدادات بشكل أسرع. غالبًا ما لا يتمكن اللاجئون من مغادرة المخيمات للعثور على عمل أو طعام بسبب خطر القبض عليهم أو قتلهم على يد قوات الدعم السريع أو الميليشيات الأخرى المتحالفة معها.
بالإضافة إلى ذلك، يؤدي سوء التغذية إلى انخفاض وظيفة الجهاز المناعي مما يؤدي إلى زيادة التعرض لأمراض مثل الحصبة والملاريا والكوليرا وغيرها من أمراض الجهاز الهضمي. وأدى ذلك بدوره إلى ظهور أعراض مثل القيء والإسهال، وهذا يؤدي إلى تفاقم سوء التغذية.

## التأثير
في 18 يونيو 2024، صرحت مديرة العمليات والمناصرة بالأمم المتحدة، إيديم وسورنو، أن ما يقرب من خمسة ملايين شخص يواجهون "مستويات الطوارئ من انعدام الأمن الغذائي"، بما في ذلك 800 ألف شخص معرض للخطر في الفاشر وشمال دارفور وأغلبهم من النساء والأطفال وكبار السن، والأشخاص ذوي الإعاقة. وذكرت أن "أكثر من مليوني شخص في 41 نقطة جوع ساخنة" كانوا على أعتاب مجاعة كارثية وأن 7000 أم جديدة يمكن أن يموتوا أطفالهن بدون الغذاء المناسب والإمدادات الطبية. أفاد مسؤولون من الولايات المتحدة أن الوضع في السودان كان "أشد أزمة إنسانية في العالم" على الرغم من الاهتمام الإعلامي المنخفض نسبياً الذي حظي به، وأنه من المحتمل أن يصبح أسوأ مجاعة منذ مجاعة 1983-1985 في إثيوبيا.
أفادت التقارير أن 3.6 مليون طفل يعانون من "سوء التغذية الحاد". وأفاد مخيم كلمة للاجئين أن 28 طفلاً توفوا بسبب سوء التغذية المقترن بالأمراض خلال فترة أسبوعين في مايو/أيار، وأن طفلاً واحداً على الأقل يتوفى كل يوم بسبب هذه الظروف، ووجدت رويترز أن 14 مقبرة في دارفور تتوسع بمعدل أسرع مقارنة بالنصف الثاني من عام 2023، وهذا يشير إلى التأثير المتزايد لسوء التغذية والأمراض للاجئين. وتوفي 196 طفلاً لاجئاً في تشاد بسبب سوء التغذية الحاد.

## استجابة
منحت الولايات المتحدة 315 مليون دولارًا أمريكيًا كمساعدات إنسانية للسودان والدول المستقبلة للاجئين بما في ذلك جمهورية أفريقيا الوسطى وتشاد ومصر وإثيوبيا وجنوب السودان.
وخصصت دولة الإمارات العربية المتحدة 70% من مبلغ 100 مليون دولار أمريكي كمساعدات إنسانية للسودان والدول المجاورة المتضررة من الأزمة. وتخطط الإمارات لتخصيص الأموال للعديد من الوكالات الإنسانية التابعة للأمم المتحدة لمنع المزيد من التدهور، وشملت المساعدات المقترحة توزيع المواد الغذائية، وبناء وتزويد المستشفيات الميدانية، وإنشاء ملاجئ للطوارئ، وحماية النساء.